# Place Dauphine
Place Dauphine är ett torg i Paris, beläget på Île de la Cité i 1:a arrondissement. Det skapades mellan 1607 och 1610 och är uppkallat efter le dauphin, den blivande Ludvig XIII. Arkitekten är okänd, men det kan ha varit Louis Métezeau, som var Premier Architecte du Roi, Konungens förste arkitekt.
Place Dauphine, som har en triangulär form, är beläget på västra delen av Île de la Cité. Triangelns spets pekar mot Pont Neuf, medan dess södra hörn pekar mot Rue de Harlay, som leder till Quai des Orfèvres.
Torget hette från början Place Dauphine, men 1792, under franska revolutionen, bytte det namn till Place de Thionville för att hugfästa minnet av Thionville-bornas motstånd mot den belägrande preussiska armén 1792. År 1814 fick torget åter namnet Place Dauphine.

## Historia
Fram till 1500-talet fanns tre små sanka öar omedelbart väster om Île de la Cité — Îlot du Passeur-aux-Vaches (även kallad Île aux Bœufs), Île du Patriarche (även kallad Îlot de la Gourdaine) och Île aux Juifs. På den sistnämnda ön brändes Jacques de Molay och Geoffroy de Charney på bål 1314. Uppförandet av Pont Neuf mellan 1578 och 1607 innebar att man genom bland annat dräneringsarbeten sammanförde de tre små öarna med Île de la Cité för att bilda öns nuvarande västra utskott. Detta gav kungen Henrik IV idén att uppföra ett torg med vidhängande bostäder. Enligt kungens direktiv skulle Place Dauphine byggas med Place Royale (dagens Place des Vosges) som förebild.
Det sista av husen vid Place Dauphine stod klart 1616. Husen hade ursprungligen butiksutrymmen i gatuplanet och däröver två bostadsvåningar. Fasaderna hade bland annat rusticeringar och hörnkedjor i tegel och kalksten. Byggnaderna kröntes av en attikavåning med ett brant skiffertak och vindskupefönster.
Sedan 1600-talet har nästan alla byggnaderna vid Place Dauphine fått ytterligare en eller två våningar och nya fasader. Endast de två byggnaderna som vetter mot Pont Neuf har fått behålla sitt ursprungliga utseende. Byggnaderna vid torgets östra del stacks i brand under Pariskommunen 1871 och revs kort därpå.
På Place Dauphine stod från 1803 till 1874 Fontaine Desaix. Fontänen, som ritades av Charles Percier, restes till generalen Louis Charles Antoine Desaix ära.

## Kända personer
På Place Dauphine nummer 15 bodde Simone Signoret och Yves Montand.

## Bilder

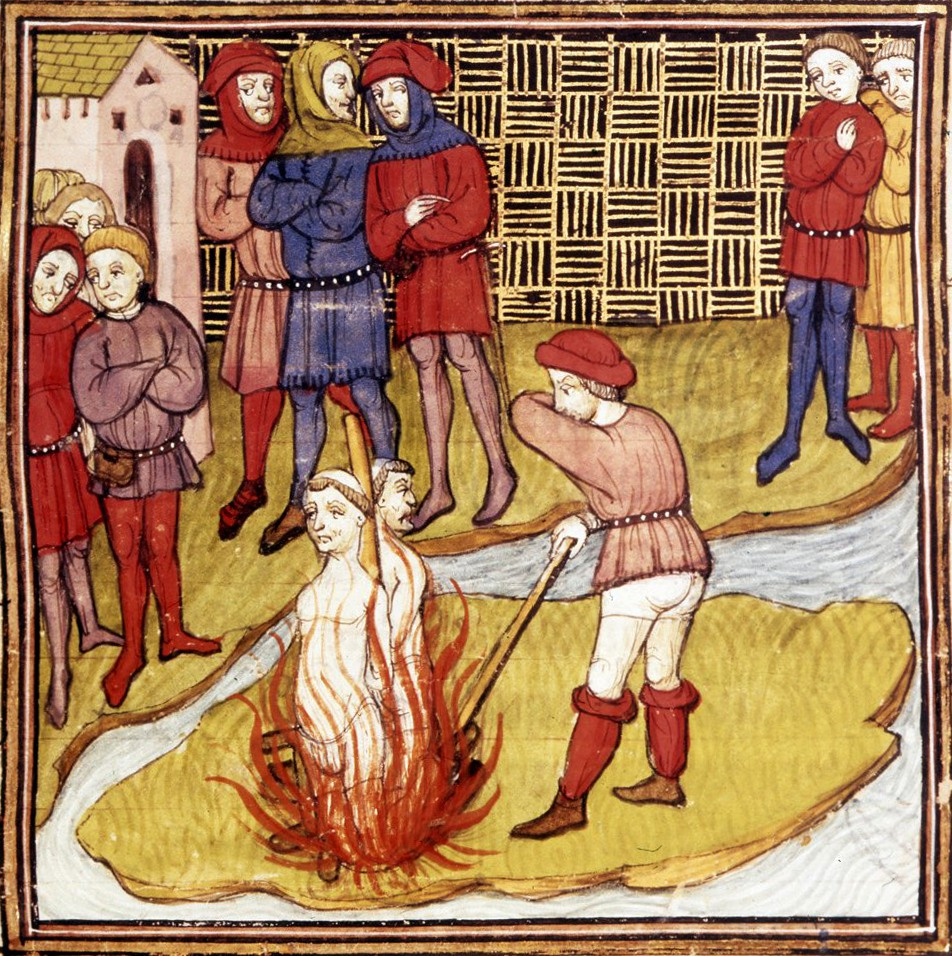
Jacques de Molay och Geoffroy de Charney bränns på bål på Île aux Juifs 1314.
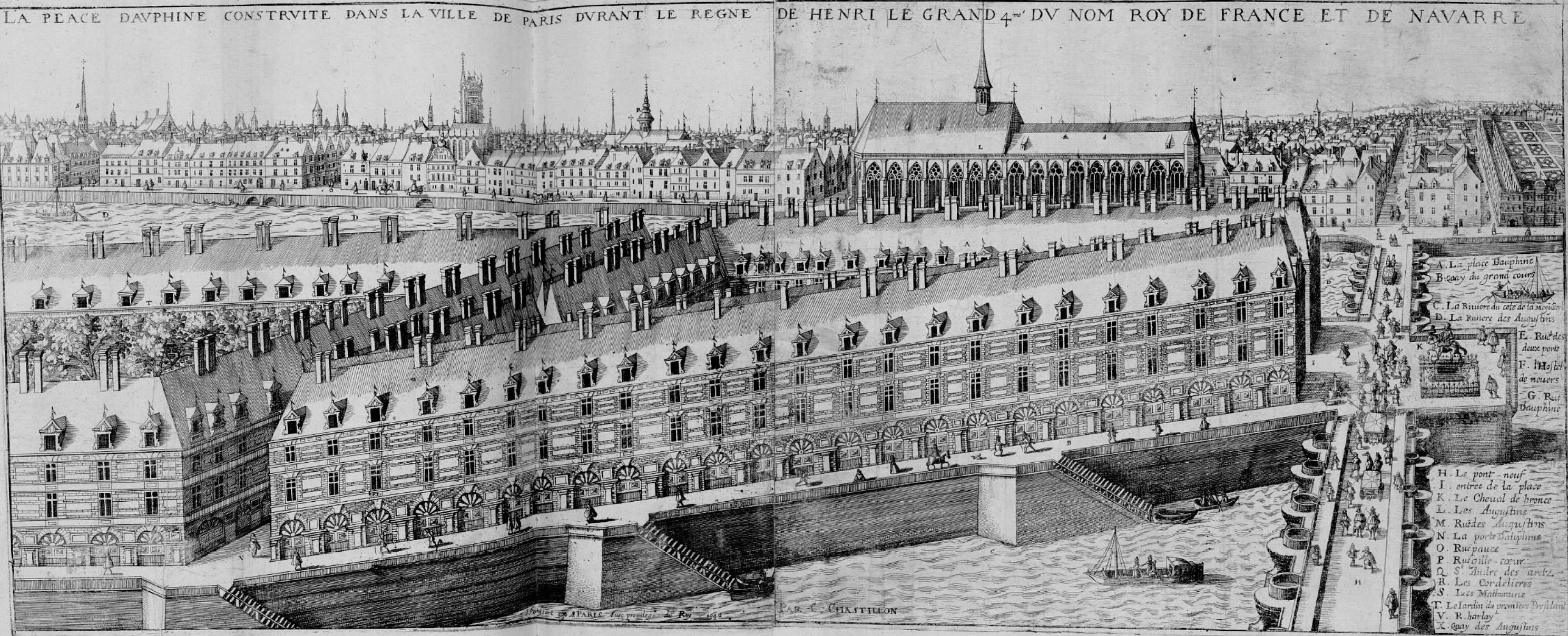
Place Dauphine under Henrik IV:s regeringstid.
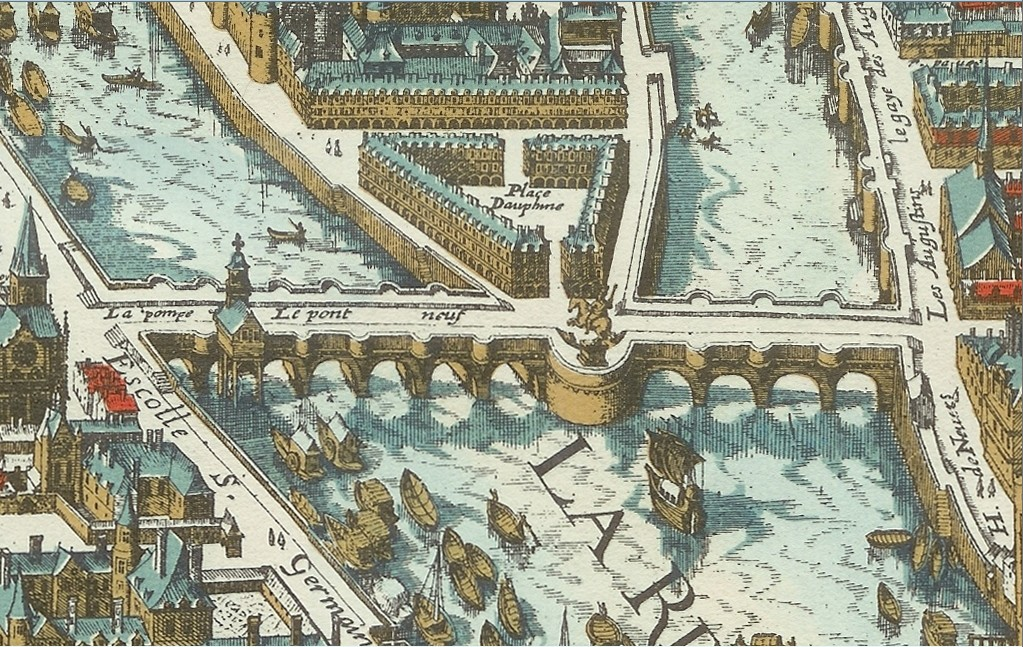
Place Dauphine och Pont Neuf. Detalj från Matthäus Merians Paris-karta från 1615.
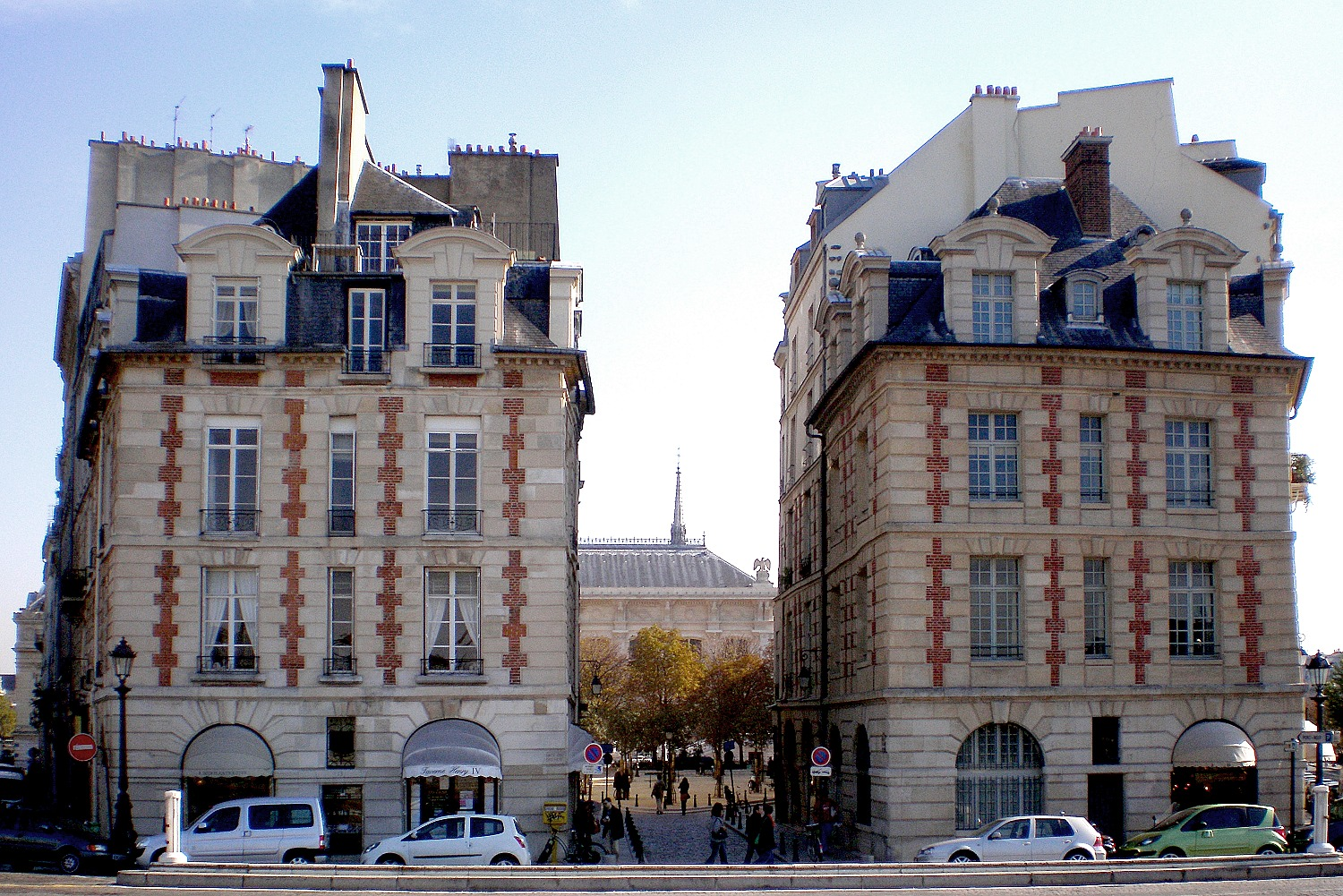
De två byggnaderna som vetter mot Pont Neuf.
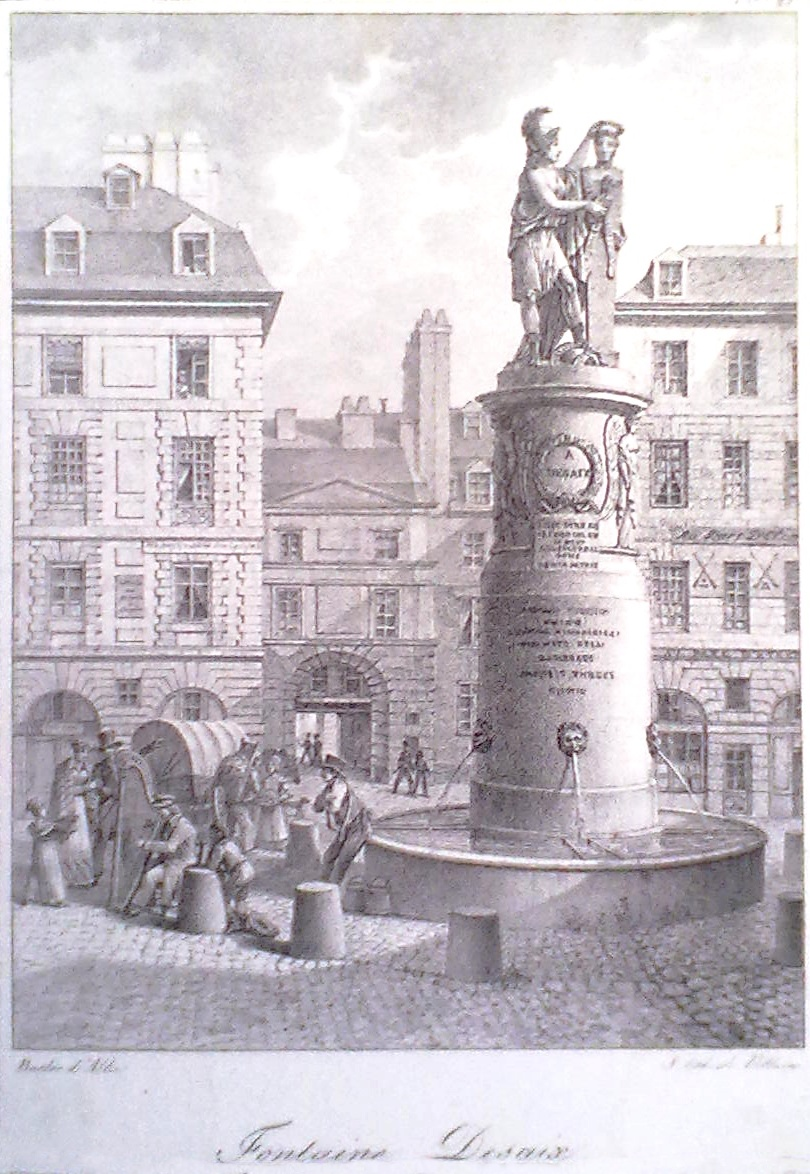
Fontaine Desaix på Place Dauphine. Litografi av Louis Albert Guislain Bacler d'Albe.

### Fotnoter
1. 1 2 3 4  Ayers 2004, s. 27.
2. ↑  Ballon 1985, s. 103.
3. ↑  Ballon 1985, s. 154.
4. ↑  Ballon 1985, s. 126.
5. ↑  ”« La Roulotte » de Signoret-Montand”. Le Parisien. 12 maj 2002. http://www.leparisien.fr/paris/la-roulotte-de-signoret-montand-12-05-2002-2003059434.php. Läst 31 juli 2015.